# Gospodarka Iranu
Gospodarka Iranu jest jedną z najdynamiczniej rozwijających się na Bliskim Wschodzie. Iran jest również jednym z niewielu krajów muzułmańskich, który rozwija także inne sektory gospodarki, niezwiązane z ropą naftową. Jednak wyż demograficzny – ogromna liczba młodych ludzi sprawia, że wykorzystanie relatywnie dobrego stanu gospodarki jest utrudnione. W ten sposób mimo 7% wzrostu PKB bezrobocie przekracza 15%, wysoka jest również inflacja – ok. 12-18%, co i tak jest ogromnym postępem w porównaniu z sytuacją sprzed 10 lat. Raport UNICEF (zob. link) wskazuje, że w Iranie wciąż są ogromne rozwarstwienia w dochodach ludności – chociaż średni dochód na mieszkańca wynosi ok. 8000 $ rocznie, wielu Irańczyków żyje na granicy minimum socjalnego, a wielu w nędzy. Jednak ten sam raport zauważa, że sytuacja się poprawia, a rząd stara się realizować wytyczne organizacji międzynarodowych. Zdecydowanie poprawia się dostęp do opieki medycznej oraz edukacji.

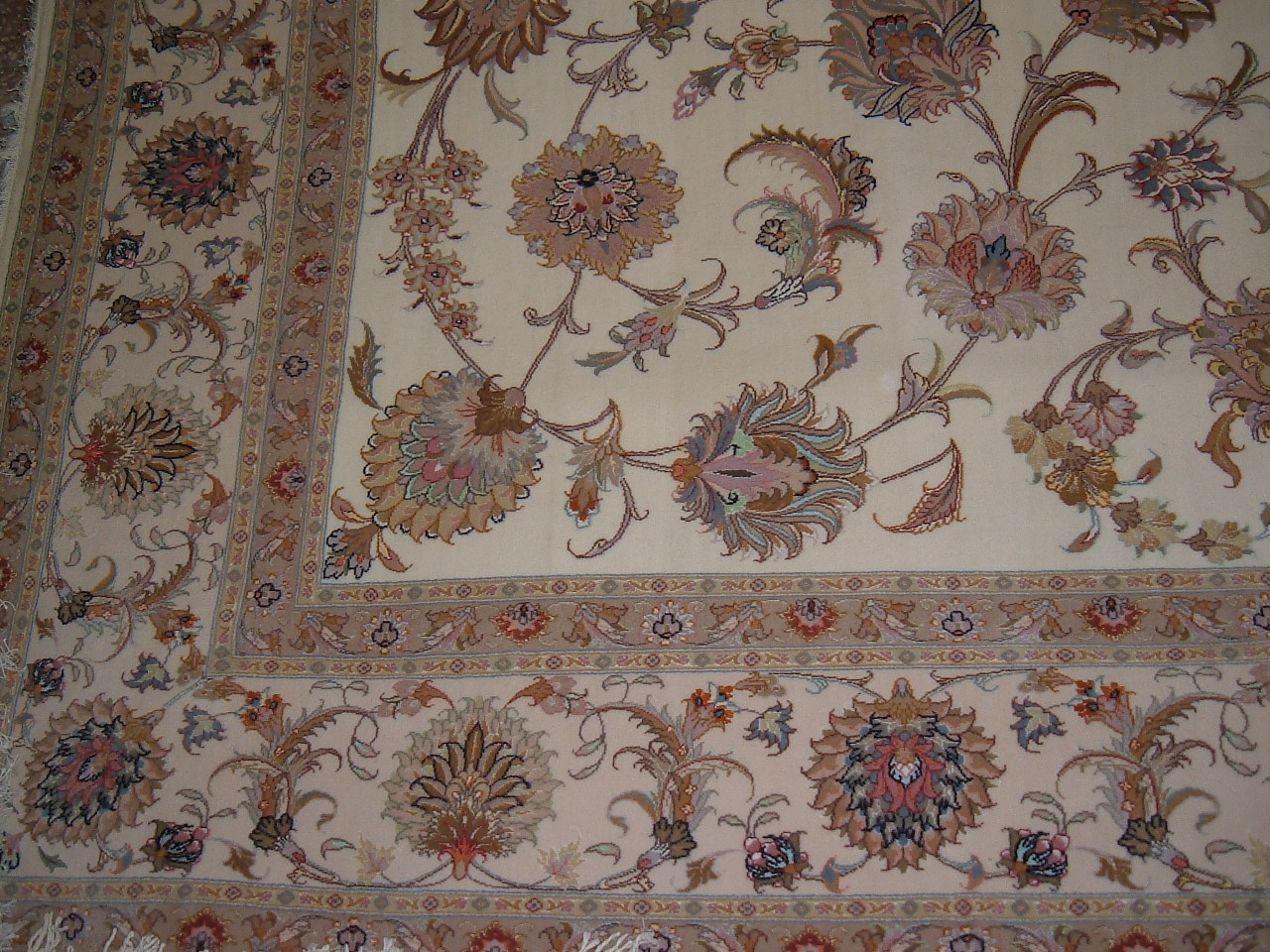
Dywany perskie są ważnym elementem eksportu

Iran jest eksporterem przede wszystkim ropy naftowej i gazu ziemnego. Ważną gałęzią gospodarki jest też rolnictwo i eksport orzeszków pistacjowych (1. miejsce na świecie w 2005) oraz daktyli (3. miejsce na świecie w 2005). Uznanym w świecie towarem pochodzącym z Iranu są ręcznie tkane dywany perskie. Przedmiotem eksportu są również produkty przemysłu chemicznego i tworzywa sztuczne.
Import obejmuje maszyny, elektronikę, sprzęt AGD. W ostatnim czasie rozwija się budząca kontrowersje na Zachodzie energetyka jądrowa. Hamującym gospodarkę czynnikiem jest embargo, szczególnie na produkty przemysłu lotniczego, które bardzo negatywnie wpływa na wielkość i bezpieczeństwo transportu powietrznego.
W wielkim przemyśle dominuje sektor państwowy, natomiast w sektorze małych i średnich przedsiębiorstw własność prywatna i spółdzielcza. Bardzo ważną rolę gospodarczą odgrywa bazar, czyli mali i średni kupcy, stanowiący wpływowe lobby polityczne.
Najważniejszymi gałęziami irańskiego przemysłu oprócz wydobycia ropy i gazu, rafinerii naftowych jest przemysł tekstylny, chemiczny oraz produkcja samochodów. Rocznie produkuje się ponad milion pojazdów. Większość pochodzi z firmy Iran Khodro, która oprócz małych, ale wytrzymałych Peugeotów 205 i 405 produkuje również licencyjne Mercedesy. Istnieje również tradycyjne rzemiosło jak tkactwo dywanów czy garncarstwo.